# Coccidiphaga virginalis
Coccidiphaga virginalis är en fjärilsart som beskrevs av Emile Enrico Ragusa 1923. Coccidiphaga virginalis ingår i släktet Coccidiphaga och familjen nattflyn. Inga underarter finns listade i Catalogue of Life.